# Triuridopsis intermedia
Triuridopsis intermedia là một loài thực vật có hoa trong họ Triuridaceae. Loài này được T.Franke, Beenken & C.Hahn mô tả khoa học đầu tiên năm 2000.